# Quantisierung (Musikbearbeitung)
Quantisierung nennt man den Vorgang, mit dem MIDI-Ereignisse (digitale Steueranweisungen für ein synthetisches Instrument; MIDI = Digitale Schnittstelle für Musikinstrumente) bei Bedarf auf einen durch das Quantisierungsraster vorgegebenen Zeitpunkt im musikalischen Ablauf verschoben werden. 
So können die rhythmischen Abweichungen vom Raster, die bei natürlicher Spielweise unvermeidlich sind, korrigiert werden. Quantisierungsraster orientieren sich normalerweise an den Zählzeiten, z. B. Achtel- oder Sechzehntel-Noten, oder an gebräuchlichen Modifikationen wie Triolen (Sechzehntel-Triolen benötigen z. B. Vierundzwanzigstel-Raster).
Dieser Vorgang korrigiert Timing-Fehler und führt besonders bei Musikern mit ungenauem Timing dazu, dass eine Aufnahme als rhythmisch korrekter und damit stimmiger wahrgenommen werden kann.
Ebenfalls ist ein ganz exaktes Timing erforderlich, wenn ein DJ-Programm das Beatmatching automatisch übernehmen soll.
Bei virtuosen Musikern beraubt das Quantisieren das Musikstück in vielen Fällen aber auch des menschlichen „groove“ (vielfach auch als „drive“ bezeichnet), da professionelle Musiker oft in der Lage sind, bewusste Abweichungen vom theoretisch korrekten Rhythmus als Stil- und Ausdrucksmittel einzusetzen.
Zudem fordern viele Musikrichtungen eine gezielte Abweichung vom theoretischen Raster (Swing, Groove). 
Manche Programme, die für solche Arbeiten eingesetzt werden (Sequenzer), bieten deshalb die Möglichkeit, diese regelmäßigen Modifikationen des Rasters zu berücksichtigen und/oder durch gewollte, kleine Fehler den „groove“ zu simulieren.